# Oh my pumpkin! (AKB48 Team SH迷你專輯)
《Oh my pumpkin!》是中國女子偶像團體AKB48 Team SH的第11張EP，分別收錄了主打曲《Oh my pumpkin》及伴奏。主打曲由桂楚楚擔任中心位置。

## 概要
《Oh my pumpkin!》翻唱自AKB48第66張單曲《Oh my pumpkin!》。

## 發行歷史
2025年
- 7月26日，運營公布第11張EP主打曲為《Oh my pumpkin!》及發表選拔成員。

## 收錄曲目
| CD   | CD                        | CD             | CD              | CD    | CD                 |
| 曲序 | 曲目                      |                | 作曲            | 编曲  | 原曲               |
| ---- | ------------------------- | -------------- | --------------- | ----- | ------------------ |
| 1.   | 《Oh my pumpkin!》        | 秋元康（原詞） | 浦島健太、ShinQ | ShinQ | 《Oh my pumpkin!》 |
| 2.   | 《蝶夢翩翩》              |                |                 |       |                    |
| 3.   | 《海上列車》              |                |                 |       |                    |
| 5.   | 《Oh my pumpkin!》 (伴奏) |                |                 |       | 《Oh my pumpkin!》 |
| 6.   | 《蝶夢翩翩》 (伴奏)       |                |                 |       |                    |
| 7.   | 《海上列車》 (伴奏)       |                |                 |       |                    |

## 選拔成員

### Oh my pumpkin!
（中心成員：桂楚楚）
- 正式成員：陳嘉意、程安子、桂楚楚、黃楨璇、邱笛爾、王安妮、王曉陽、吳安琪、吳怡婷、葉知恩、韋筱雅、張嘉哲、張詩瑜、張藝琳、鄭雨姍、朱景晨

黃楨璇、韋筱雅、張詩瑜和鄭雨姍首次參與選拔。上張EP的選拔成員之中，除了宣佈畢業的孔珂昕和朱苓外，漸薔薇、毛唯嘉、沈瑩、施可妍、魏新、曾鷥淳、周念琪和鄒若男未進入本次選拔名單。

### 蝶夢翩翩
（中心成員：葉知恩）
- 正式成員：

### 海上列車
（中心成員：劉念）
- 正式成員：桂楚楚（#7）、毛唯嘉（#5）、邱笛爾（#6）、葉知恩（#2）、張藝琳（#3）、朱景晨（#4）
- 研修生：劉念（#1）